# 蒙古人民革命党 (2010年)
蒙古人民革命党（羅馬化：Mongol Ardiin Khuvsgalt Nam）是蒙古国的一个已不存在的政党，2010年由那木巴尔·恩赫巴亚尔创建。
成立于2010年的蒙古人民革命党是从蒙古人民党分裂出来的一个政党。蒙古人民党成立于1920年，1925年改称蒙古人民革命党，2010年恢复原党名蒙古人民党。该党前主席那木巴尔·恩赫巴亚尔在2011年另起炉灶，注册成立了新的“蒙古人民革命党”，并当选该党主席。
在2012年6月28日举行的国家大呼拉尔选举中，执政的蒙古人民党仅获76个议席中的27个议席，失去议会第一大党的地位。民主党则获得31席，民主党决定与由蒙古人民革命党和蒙古民族民主党组成的“正义联盟”及公民意志绿党联合组阁，形成阿勒坦呼亚格内阁。
2013年春，蒙古人民党和蒙古人民革命党的多位元老提出两党联合参加2013年蒙古国总统选举的主张，但未能实现。2013年6月26日，2013年蒙古国总统选举举行。三位总统候选人分别是：执政党民主党提名的现任总统额勒贝格道尔吉，最大的反对党蒙古人民党提名的国家大呼拉尔委员巴特额尔登，与民主党联合执政的蒙古人民革命党提名的该党总书记、卫生部长乌德巴勒（女）。蒙古人民革命党的候选人乌德巴勒分流了巴特额尔登的选票。最终，额勒贝格道尔吉成功连任总统。
2021年4月29日，蒙古人民党和蒙古人民革命党29日在首都乌兰巴托签署协议，宣布两党正式合并。